# Alorcus
Alorcus va ser un iber (o més possiblement un home d'origen celta) probablement de família notable, amic i hoste dels saguntins, que era a Sagunt quan la ciutat estava assetjada pels cartaginesos i que va fer pressió perquè els habitants de la ciutat acceptessin els termes imposats per Hanníbal i la rendissin (218 aC), segons diu Titus Livi.